# South Galway (circonscription britannique)
South Galway est une circonscription électorale du Royaume-Uni de Grande-Bretagne et d'Irlande, de 1885 à 1922.

## Membres du parlement
| Élection | Élection | Député                                     | Parti                                      |
| -------- | -------- | ------------------------------------------ | ------------------------------------------ |
|          | 1885     | David Sheehy                               | Irish Parliamentary Party                  |
|          | 1890     | David Sheehy                               | Anti-Parnellite                            |
|          | 1900     | William Duffy                              | Irish Parliamentary Party                  |
|          | 1918     | Frank Fahy                                 | Sinn Féin                                  |
| 1921     | 1921     | La circonscription devient celle de Galway | La circonscription devient celle de Galway |